# Fał

Przykładowy schemat przebiegu fału foka (1) oraz fału grota (2) na małej jednostce żaglowej typu slup z ożaglowaniem bermudzkim.

Przykładowy schemat przebiegu fału foka (1), gardafału (2) oraz pikfału (3) na małej jednostce żaglowej typu slup z ożaglowaniem gaflowym.

Fał – element olinowania ruchomego. Służy do podnoszenia ruchomych elementów ożaglowania, omasztowania i innych. Nazwę tę noszą nie tylko wszystkie liny służące do stawiania żagli, ale także niektóre z lin podnoszących ruchome części omasztowania oraz liny do podnoszenia płetwy sterowej oraz miecza. Jeśli poluzowanie fału nie powoduje opuszczenia danego elementu pod wpływem siły ciężkości to stosuje się linę o działaniu przeciwnym - kontrafał. Każdy fał służy konkretnemu celowi, a jego pełna nazwa powstaje poprzez połączenie z nazwą elementu, który jest podnoszony, np. fał foka (inaczej fokfał), fał grota (grotfał), fał miecza, fał piku (pikfał) itp.
W przypadku ożaglowania bermudzkiego fał mocowany jest przy pomocy szekli do ucha fałowego, następnie przechodzi przez blok na topie masztu i biegnie wolnym końcem w kierunku pokładu, gdzie wiązany jest na knadze. Tam gdzie ciężar podnoszonego żagla jest znaczny stosuje się miękką, stalową linę mocowaną do ucha fałowego przeprowadzoną przez blok i zakończoną kolejnym blokiem, przez który przebiega miękka lina wybierana z pokładu. Daje to dodatkowe przełożenie redukujące potrzebną siłę załogi. Dodatkowe ułatwienie stanowi koncepcja wciągarki zwanej windą fałową. Może być ona obsługiwana ręcznie poprzez korbę lub elektryczna.
Przy ożaglowaniu gaflowym do postawienia żagla potrzebne są dwa fały: pikfał oraz gardafał. Pierwszy mocowany jest do piku gafla, drugi zaś do okucia gardy. W pierwszej kolejności wybiera się pikfał, następnie gardafał.  